# Eole Water
Eole water était une entreprise française dans le domaine des systèmes de production d’eau par condensation de l’air. Elle a développé des capacités de production d'eau potable à partir de l'énergie éolienne ou solaire.

## Produire de l'eau avec de l'air

### Historique
Marc Parent a eu l'idée de produire de l'eau pour sa propre consommation à partir d'un climatiseur en utilisant le principe de condensation. Il a ensuite couplé ce système avec la production autonome d'énergie par une éolienne.
La société, en redressement dès 2018, est fermée depuis le 13 octobre 2021.

### Capacité de production
La capacité de production unitaire quotidienne d'eau potable par l'éolienne WMS1000 est de mille litres,.
Cette technologie avait pour ambition de contribuer à apporter de l'eau potable aux populations qui n'ont pas accès à l'eau potable (soit près de 150 millions de personnes).
De nombreux articles de presse évoquent cette innovation,,,.